# Bahnhof Hanau-Klein Auheim
Der Bahnhof Hanau-Klein Auheim ist ein ehemaliger Bahnhof und heutiger Haltepunkt am nördlichen Ast der Hessischen Odenwaldbahn bei km 85,5.

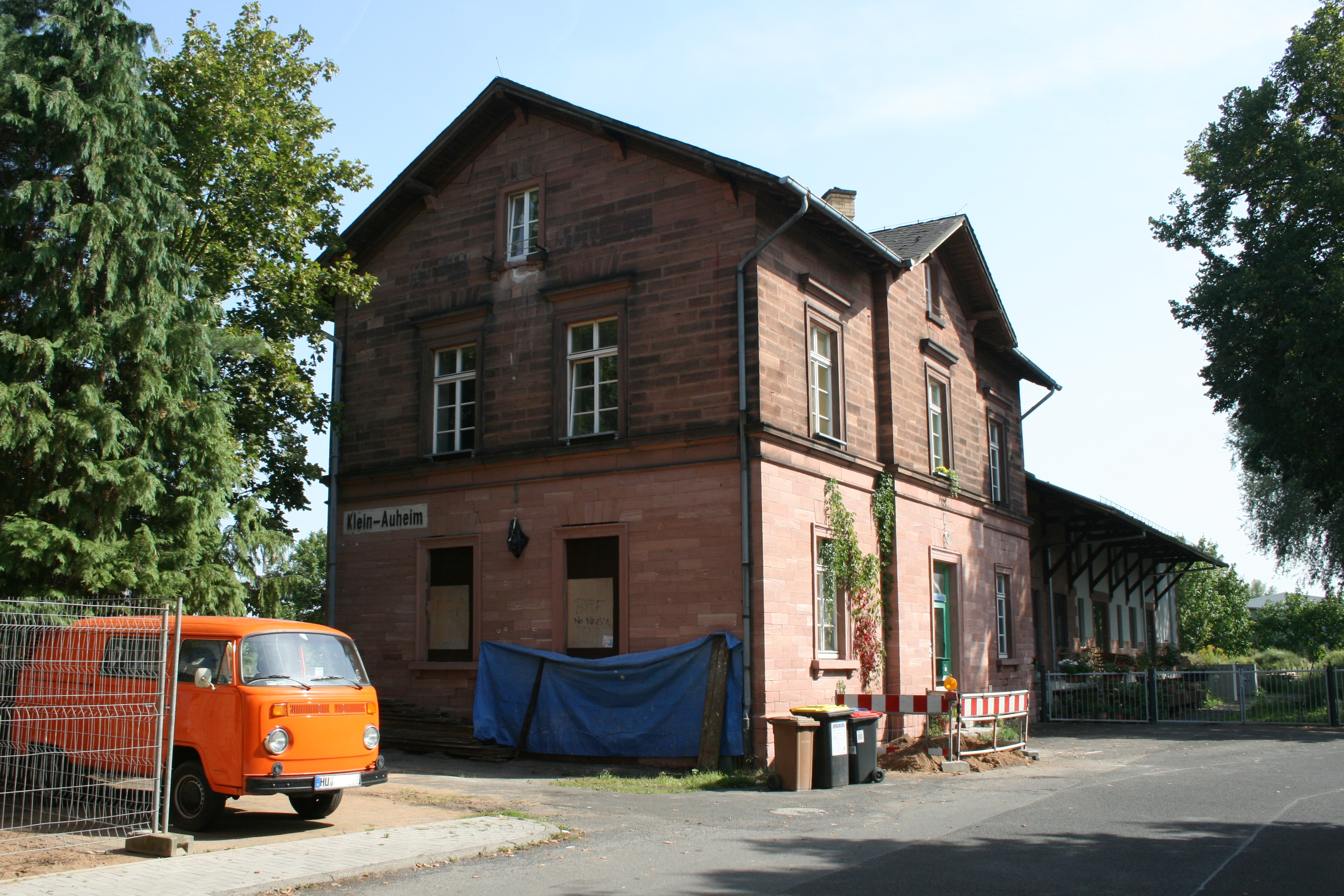
Ehemaliges Bahnhofsgebäude, Zustand 2011

## Anlage
Ursprünglich ein Bahnhof unter der Bezeichnung Klein-Auheim diente er der gleichnamigen Gemeinde, die seit 1974 ein Stadtteil von Hanau ist. Erst 2006 wurde die Anlage in Hanau-Klein Auheim umbenannt. Der heutige Haltepunkt liegt am 1882 eröffneten letzten Bauabschnitt der eingleisigen Odenwaldbahn. Er hatte ein Ausweichgleis für Zugkreuzungen, ein Gütergleis und eine Gleiswaage, die 1916 erneuert wurde und nun auf 8 m Länge und 40 t Gewicht ausgelegt war. Da er in Randlage zum Ortskern von Klein-Auheim errichtet wurde, war er für den Verkehr nicht sehr attraktiv. Geändert hat sich dies erst, seit durchgehende Züge nach Frankfurt (Main) Hauptbahnhof fahren. Der ehemalige Bahnhof ist heute zum Haltepunkt mit lediglich einer Bahnsteigkante am durchgehenden Gleis zurückgebaut. Das übrige Bahnhofsgelände, einschließlich des Empfangsgebäudes, ist weitgehend privatisiert.

## Empfangsgebäude
Das Empfangsgebäude (Eisenbahnstraße 2d) wurde 1881 als Typenbau von der Hessischen Ludwigsbahn in einem einfachen klassizistischen Stil errichtet. Es dient heute als Wohnhaus. Der damals angebaute Güterschuppen wies nur etwa ein Drittel der Länge des heutigen Güterschuppens auf. Das Ensemble war mit rotem Buntsandstein verblendet. Ende des 19. Jahrhunderts wurde die Güterhalle um zwei Tore erweitert, entsprechend ebenfalls die Güterrampe.
Das Gebäude ist als Kulturdenkmal nach dem Hessischen Denkmalschutzgesetz eingestuft.

## Verkehrsangebot
In Klein-Auheim halten die Regionalbahn-Züge der Linie RB 86 der VIAS GmbH. Regional-Express-Züge der Linie RE 85 halten – bis auf einzelne Züge – nicht in Klein-Auheim.
| Linie | Verlauf | Takt                                                        |
| ----- | --- | ----------------------------------------------------------- |
| RE 85 | Odenwaldbahn: Frankfurt (Main) Hbf – Frankfurt (Main) Süd – Offenbach (Main) Hbf / (Frankfurt (Main) Ost – Maintal Ost → Hanau West →) – Hanau Hbf – Hainburg-Hainstadt – Seligenstadt (Hess) – Babenhausen (Hess) – Groß-Umstadt Mitte – Groß-Umstadt Wiebelsbach – Höchst (Odenw) – Bad König – Michelstadt – Erbach (Odenw) Stand: Fahrplanwechsel Juni 2022 | 60 min (Frankfurt–Babenhausen) 120 min (Babenhausen–Erbach) |
| RB 86 | Odenwaldbahn: Hanau Hbf – Hanau-Klein Auheim – Hainburg-Hainstadt – Seligenstadt (Hess) – (Mainhausen-Zellhausen –) (zweistdl.) Babenhausen (Hess) – Babenhausen Langstadt – Groß-Umstadt Klein-Umstadt – Groß-Umstadt Mitte – Groß-Umstadt Wiebelsbach Stand: Fahrplanwechsel Juni 2022                                                                        | 60 min                                                      |

An das Stadtbusnetz in Hanau ist der Bahnhof über die HSB-Linie 6 im 30- bis 60-Minuten-Takt angebunden.